# Academia de Arte Frumoase din Varșovia
Academia de Arte Frumoase din Varșovia (poloneză Akademia Sztuk Pięknych w Warszawie) - este cea mai veche universitate de artă din Polonia. Academia a fost înființată pe fundamentul Departamentul de Artă al Universității din Varșovia în anul 1816. Existența ei ca instituție separată, de sine stătătoare este consemnată în anul 1844, în perioada celei de a patra împărțiri a Poloniei și integrare a Republicii de la Cracovia în Austria. Începând din 1904, instituția a fost redenumită, ea purtând numele de Școala de Arte Frumoase din Varșovia, pentru ca din 1934 să poarte numele de astăzi.

## Istorie

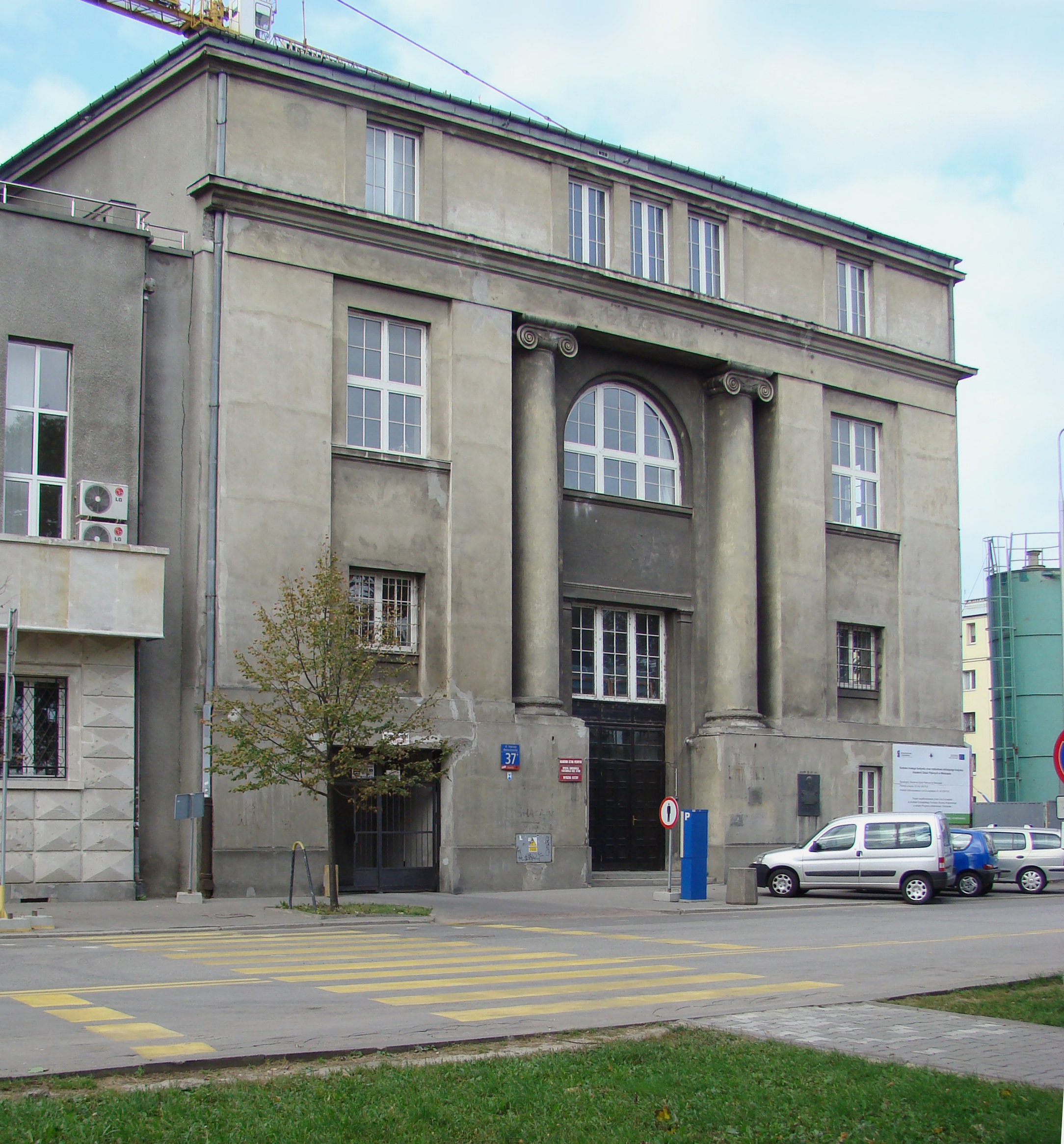
Academia de Arte Frumoase din Varșovia

Universitatea din Varșovia a înființat, în anul 1816, Departamentul de Arte Frumoase avându-i ca promotori pe profesorii Marcello Bacciareli și Zygmund Vogel. După dizolvarea universității, care a avut loc în anul 1831, autoritățile rusești au hotărât înființarea Școlii de Arte Frumoase în anul 1844. Începând din anul 1920 clasa de desen a fost transformată în Școala Municipală de Arte Decorative și Pictură din Varșovia. Școala de Arte Frumoase a avut parte de profesori de marcă, cum au fost cei de la începutul secolului al XX-lea Konrad Krzyżanowski , Karol Tichy, Ferdinand Rushchyts și Xawery Dunikowski, primul director al ei fiind  Kazimierz Stabrowski. Între anii 1909 - 1920 școala a fost condusă de către profesorul Stanislaw Lentz. Din anul 1932, școala a luat numele de Academie. Pe perioada celui de al doilea război mondial, academia a avut o activitate redusă, revirimentul venind în anul 1950 când a devenit Universitatea de Arte Plastice.. Din 1957 instituția poartă denumirea de Academia de Arte Frumoase.

## Structură
- Facultatea de Pictură
- Facultatea de Sculptura
- Facultatea de Arte Grafice
- Facultatea de conservarea și restaurarea operelor de artă
- Facultatea de Design Interior
- Facultatea de Design
- Facultatea de Artă Media

## Studenți celebri
- Wojciech Gerson (1831-1901)
- Magdalena Abakanowicz (1930-2017)
- Antoni Słonimski (1895–1976)
- Piotr Abraszewski (1932–1939)
- Marian Czapla (1946–2016)
- Chaim Goldberg (1917-2004)
- Mikalojus Konstantinas Čiurlionis or Czurlanis in Polish (1875–1911)
- Katarzyna Kozyra (1963-)
- Ryszard Sroczyński (1905-1966)
- Aleksander Zyw (1905-1995)